# Poraněný člověk
Poraněný člověk (v originále L'Homme blessé) je francouzský hraný film z roku 1983, který režíroval Patrice Chéreau. Snímek měl světovou premiéru na filmovém festivalu v Cannes dne 18. května 1983.

## Děj
Henri je mladý muž, syn dělníka polského původu. Je léto, sestra odjíždí jako au pair do Frankfuru. Spolu s rodiči ji vyprovází na vlak. Na nádraží se náhodou setká s tajemným Jeanem, který je zapletený do světa prostituce. Henri se doma s rodiči nudí a zároveň cítí touhu po starším Jeanovi.

## Obsazení
| Jean-Hugues Anglade                          | Henri             |
| Vittorio Mezzogiorno (hlas Gérard Depardieu) | Jean Lerman       |
| Roland Bertin                                | Bosmans           |
| Lisa Kreuzer                                 | Elisabeth         |
| Annick Alane                                 | Henriho matka     |
| Armin Mueller-Stahl                          | Henriho otec      |
| Sophie Edmond                                | Henriho sestra    |
| Claude Berri                                 | klient            |
| Gérard Desarthe                              | plačící muž       |
| Hammou Graïa                                 | mladík na nádraží |

## Ocenění
- César: nejlepší původní scénář (Hervé Guibert a Patrice Chéreau); nominace v kategoriích nejslibnější herec (Jean-Hugues Anglade) a nejlepší střih (Denise de Casabianca)